# Beendorf
Beendorf es un municipio situado en el distrito de Börde, en el estado federado de Sajonia-Anhalt (Alemania), a una altitud de 130 metros. Su población a finales de 2015 era de unos 930 habitantes y su densidad poblacional, 140 hab/km².